# Шашка
Ша́шка (від кабардинського і черкеського сполучення — са шхо — «довгий ніж») — холодна рубаюча зброя.

## Відмінності шашки від шаблі
Не слід плутати з шаблею, оскільки шабля є колючо-ріжучою зброєю, що має центр маси біля руків'я. Шашка призначена для рубання ворога сильними розмашистими ударами. Центр маси у неї розташований ближче до кінчика леза, що робить користування відмінним від користування шаблями.

## Історія застосування
Вперше шашки перейняли від черкесів та інших народів Дагестану, що користувалися нею давно, і взяли на озброєння кубанські козаки під час кавказької війни 1837 року, і відтоді вона остаточно витіснила шаблі. У 1881 році на озброєння царської армії взяли модель шашки, що за бойовими характеристиками поступалась шашкам, якими користувались козаки до цього. Пізніше царська армія знову повернулася до моделі колишніх козацько-черкеських шашок, і в 1905 році шашку зразка 1881 року замінили на нову шашку зразка 1905 року, що за своєю конструкцією була зроблена за зразком традиційних шашок черкесів і балкарців. В 1938 році було розроблено удосконалений зразок кавалерійської шашки. У 1939 році в Червоній Армії було замінено на цю модель ту шашку, що змінила шашку зразка 1905 року. Шашки широко використовувалися кавалеристами під час громадянської війни, подекуди в Німецько-радянській війні, переважно кавалерійськими військами. Після Німецько-радянської війни шашки використовуються лише у військах почесної варти.

## Переваги шашки перед шаблями
1. Не потребує довгого навчання в фехтуванні, на відміну від шабель, тому швидко навчитися користуватися нею може практично кожен солдат-новачок.
2. Не потребує великої кількості ударів: достатньо одного точного й потужного удару.
3. Не потребує для виготовлення, на відміну від шабель, дорогої і якісної сталі.
4. Має потужність при ударі, якій не можна протистояти з шаблею.